# Elaeocyma splendidula
Elaeocyma splendidula é uma espécie de gastrópode do gênero Elaeocyma, pertencente à família Drilliidae.